# Казанцев, Самсон Порфирьевич
Самсон Порфирьевич Казанцев (1896—?) — советский работник промышленности.

## Биография
Родился в 1896 году в деревне Катышке Алапаевского района.
11-летним парнишкой пошёл вместе с отцом работать в шахту Зыряновского рудника, где смена была 12 часов. Там он проработал пять лет. Затем поступил подручным котельщика на строительство железнодорожного моста через реку Реж.
В 1915 году призван в российскую армию. В составе 238-го Ветлужского полка отправился на Западный фронт. Около трёх лет провёл в окопах, где по обрывкам газет постигал грамоту. В 1918 году возвратился на родину. Рудник в то время уже был закрыт, завод полуразрушен. И Самсон начинает работать в хозяйстве отца и в сельсовете. С приходом белых на Урал берётся за винтовку, вступает в рабочую дружину.
2 марта 1919 года в бою под станцией Григорьевская получает тяжёлое ранение и эвакуируется в город Киров, затем в Кострому. В декабре 1919 года после ранения уходит на Южный фронт. В 1920 году на Польском фронте встречается с наркомом К. С. Ворошиловым.
В январе 1921 года по призыву партии и правительства, как бывший шахтёр, едет трудармейцем в Донбасс.
После окончания Гражданской войны Самсон Казанцев возвращается в Алапаевск. В 1930 году переезжает на Зыряновкий рудник, где работает шахтёром. В 1931 году приходит на Алапаевский механический завод котельщиком (занимается изготовлением на станках металлоконструкций по чертежам). Здесь его назначают бригадиром бригады стахановцев. В коллективе механического цеха его бригада становится образцовой и достигает наилучших показателей в стахановском движении. В сентябре 1931 года принят в члены ВКП(б).
В январе 1937 года Самсона Казанцева выбрали членом Алапаевского горсовета, затем выбирают парторгом механического цеха завода. А на всеобщих тайных выборах 12 декабря 1937 года Самсон Казанцев избирается депутатом Верховного Совета СССР 1-го созыва.